# ゼッキーノ・ドーロ
ゼッキーノ・ドーロ（イタリア語：Lo Zecchino d'Oro、日本語では「ゼッキノ・ドロ」「ゼッキノ・ドーロ」などとも表記される）は、イタリアのボローニャ市で年1回開催される、子供の歌のための国際歌唱コンクールである。コンクールの模様は、コンクールそのものと同じ「Lo Zecchino d'Oro」のタイトルでRai Unoのテレビ番組およびラジオ番組で中継されるほか、ユーロビジョンを通じてヨーロッパ諸国でもテレビ放映される。
コンクールの出場者は3歳から10歳までの児童に限定されている。2007年（第50回）までは、審査員も12歳以下の児童のみに限定されていた（第51回からは大人も審査に加わるようになった。後述）。
ゼッキーノ・ドーロの出場曲のいくつかは日本でも日本語詞をつけて紹介されている。日本でよく知られた歌曲に、『44ひきのねこ』『トレロ・カモミロ』『ちびっこカウボーイ』『黒ネコのタンゴ』などがある。

## 概要
ゼッキーノ・ドーロは、「子供のための歌を子供が歌い子供が審査する音楽コンクール」として、1959年より毎年1回開催されている。1959年（第1回）と1960年（第2回）は、イタリアのミラノ市で開催された。1961年（第3回）からはボローニャ市のアントニアーノ協会の主催により、同市で開催されている。なお、1976年には、開催時期をずらす目的で3月（第18回）と11月（第19回）の2回が開催された。現行（2001年以降）の開催日程は11月後半の5日間である。
「ゼッキーノ・ドーロ」は、コンクール最終日の審査で最高得点を得た出場者に贈呈される賞の名称でもある。この名称は「金のゼッキーノ貨幣」を意味する。賞の形状は、コンクールのアイディアの元となった童話『ピノキオ』の物語にちなんで金貨を模したデザインになっている。また、このコンクールを放映するイタリアの国営放送チャンネルRai Unoの番組およびユーロビジョンの番組のタイトルも「ゼッキーノ・ドーロ」である。
ゼッキーノ・ドーロは、第18回（1976年3月）より国際大会となっている。また同回次からUNICEFの後援を受けるようにもなった。国外出場者の組数は、2007年（第50回）までは出場者14組の半数である7組であり、2008年（第51回）以降は出場者12組の3分の1である4組である。出場者は母語がイタリア語であるかないかに関わらずイタリア語で歌唱する。イタリア語を母語としない出場者の場合は、歌の一部分を母語でも歌うことが多い。出場した歌は、出場者たち自身の歌唱でスタジオ録音され、CD化されて発売される（CDになる以前は45回転レコードであった）。
1960年代以降生まれの世代にとって、ゼッキーノ・ドーロはなじみある文化と受け取られるようになっている。2008年にClub e Centri UNESCOの開催した式典で「平和的文化財産」の賞牌を授与されたことにも、ゼッキーノ・ドーロが重きを置かれて見られていることが現れている。
コンクール内でしばしば強調して言及されることだが、ゼッキーノ・ドーロの評価や授賞の対象となるのは、歌曲そのものや作詞者・作曲者であって、出場して歌唱した児童ではない。このことは初回開催時以来常に同じである。

## ゼッキーノ・ドーロの誕生とその目的
この音楽祭は、イタリアのテレビ司会者であるチノ・トルトレッラ（後述）が1959年に、児童を対象とした子供向け音楽のコンクールを開催することを発案したことに始まる。このアイディアは、同年にミラノで行われたイベント「サローネ・デル・バンビーノ」の折に進展をみた。マリオ・パンツェーリによって書かれた『Lettera a Pinocchio（邦題：ピノキオへの手紙）』は、カルロ・コッローディ作の童話の登場人物として馴染み深い操り人形のピノッキオに献じられた歌であるが、ジョニー・ドレルリの歌唱によって、優れた歌曲として、またこのイベントにおける最高の曲として、大人にも子供にも印象深いものとなった。
この当時既に番組『木曜日の魔法使いズルリ（Zurlì, il mago del giovedì）』で魔術師ズルリの役を務めていたトルトレッラは、ゼッキーノ・ドーロの第1回めを、ピノッキオの物語で金貨の木が芽生える印象深い場面までの物語として（いくばくかの独自演出を加えつつ）構成した。コンクールの名称は、この「金貨（ゼッキーノ）の木」に由来している。
ゼッキーノ・ドーロは、作曲家・作曲家たちが子供向けの歌を創作するようにと、彼らの意欲を刺激し奨励する効果を持つようになった。このコンクールによる収益金は、世界の恵まれない地域への募金活動「ソリダリエタの花（Il Fiore della Solidarietà）」のために貯蓄される。

## 歴史
- 第3回（1961年）－ ゼッキーノ・ドーロの運営がボローニャのアントニアーノ協会（イタリア語版）によって行われるようになり、開催地がミラノからボローニャに移動する。[注釈 1]同協会は現在に至るまでゼッキーノ・ドーロの主催およびプロデュースを務めている。またこの年から、コンクールの出場曲が録音・市販されるようになった。
- 第5回（1963年）－ 開催場所が、アントニアーノ協会所属の映画館から、同協会所属のテレビスタジオへと移転する。また同年、マリエーレ・ヴェントレ（イタリア語版）（後述）の発案により「ピッコロ・コーロ・デラントニアーノ（アントニアーノ児童合唱団、後述）」が誕生した。合唱団の指導も彼女が受け持った。合唱団の設立時に5名だった団員は、現在では60名ほどになっている。
- 第8回（1966年）－ 応募曲数が527曲にもなる。またこの年、教皇パウロ6世が来場した。
- 第11回（1969年）－ コンクールの模様が欧州放送連合により初めて国際中継される。
- 第15回（1973年）－ RAIによるテレビ放映が縮小され、最終日のみの放映になる（他の日のコンクールはラジオで放送された）。この年からトルトレッラは魔法使いズルリの衣装を着用しなくなった。また、出場者の歌唱が、生演奏から録音された音源に合わせて歌う形式に変更された。
- 第16回（1974年）－ 『Ciribiricoccola（チリビリコッコラ）』と『Cocco e Drilli（コッコとドリッリ）』の2曲がヒットパレード（it:Hit parade、イタリアの音楽ヒットチャート）に入った。
- 第18回（1976年3月）－ ゼッキーノ・ドーロはこの回から国際コンクールになった。またこの年のみ、開催時期を変更するために3月と11月の2回開催されている。
- 第20回（1977年）－ カラー放送で放映されるようになる。
- 第24回（1981年）－ コンクールのすべての日程が再びテレビ放映されるようになる。
- 第34回（1991年）－ 世界の恵まれない地域に援助金を贈る「ソリダリエタの花」を始める。
- 第38回（1995年）－ ピッコロ・コーロ・デラントニアーノの初代指導者であったマリエーレ・ヴェントレが逝去する。
- 第39回（1996年）－ ピッコロ・コーロ・デラントニアーノの新指導者にサブリナ・シモーニ（イタリア語版）（後述）が就任する。
- 第50回（2007年）－ ゼッキーノ・ドーロが第50回めの開催を迎える。同年の12月に、RaiUnoで "Il Gran Galà dei 50 anni dello Zecchino d’Oro"（ゼッキーノ・ドーロ50周年記念第パーティ）が放送された。

## 審査と授賞方式
賞名の日本語訳は読者の理解を助けるための便宜的なものであり、定訳となっているものではありません。
ゼッキーノ・ドーロは、現在（2001年以降）、ボローニャのアントニアーノ協会の敷地内にあるテレビスタジオで11月に開催されている。出場する歌曲は、第18回 - 第50回ではイタリア国内・国外からの出場歌曲がそれぞれ7曲の計14曲を基本としていたが、2008年の第51回以降は国内出場曲が8曲、国外出場曲が4曲に変更された。以降国外からの出場曲は、2012年は全12曲のうち3曲、2013年は2曲、2014年は1曲と、漸減傾向にある。
審査方法は基本的にスタジオ審査である。出場する各歌曲に対し、10-20人（日によって人数が異なる）の審査員が6点（全然気に入らない）から10点（非常に気に入った）までの5段階で評価する。その日の審査員全員の出した点数を合計し、各日における順位を決める。第50回までは、審査員はすべて12歳以下の児童のみで構成されていた。第51回からは大人も審査に加わるようになったが、最終日の審査はこれまでと同様に12歳以下の児童のみが審査員となる。
第56回からは、初日は楽曲の披露のみにとどまり、審査は2日め以降から行われる。

### Zecchino d'oro（ゼッキーノ金貨賞）
1959年の初回から授与されている賞。各回の最終日の審査で最高得点を得た歌曲（複数の歌曲が該当する場合はその全て）に授与される。

### Zecchino d'argento（ゼッキーノ銀貨賞）
ゼッキーノ・ドーロが国際大会になった第18回（1976年）から第50回（2007年）まで授与されていた部門優勝賞。第56回（2013年）と第57回（2014年）に復活した。ゼッキーノ金貨賞とは独立に審査されて授与されるため、ゼッキーノ金貨賞とゼッキーノ銀貨賞の両方を授与される歌曲もある。
第18回から第50回では、コンクールの初日にイタリア国内出場者のみの部門コンクール、2日目にイタリア国外出場者のみの部門コンクールが行われ、各日における部門審査で最高点を得た歌曲（複数の歌曲が該当する場合はその全て）に授与された。第56回からは、第4日めの最高得点を獲得した歌曲に贈られる賞となっている。

### 第51-55回の授賞システム
第51回から第55回ではゼッキーノ銀貨賞が廃止され、かわりに赤・白・青・緑・金のゼッキーノ貨幣が各日の最高得点を得た歌曲に授与されるシステムになっていた。審査員の構成は各年によって変化した。
- Zecchino rosso - 初日に最高得点を得た歌に与えられる賞で、赤いゼッキーノ貨幣である。
  - 第51回-第53回は、Zecchino Colpo di Fulmine（ゼッキーノ・ひと耳惚れ賞）の別名がつけられていた。審査は、12人の児童に伴われたさまざまな分野の12人の著名人によって行われた。
  - 第54回は、10人のイタリア国軍軍人と10人の児童とからなる審査員によって審査が行われた。
  - 第55回は、アジア圏出身の児童10名と大人10名によって審査が行われた。
- Zecchino bianco - 2日目に最高得点を得た歌に与えられる賞で、白いゼッキーノ貨幣である。
  - 第51回-第53回は、Zecchino dei Piccoli（ゼッキーノ・ちびっ子賞）の別名がつけられていた。審査は、3歳から7歳までの子供たち12人によって行われた。
  - 第54回は、10人の教師と10人の児童とからなる審査員によって審査が行われた。
  - 第55回は、アフリカ圏出身の児童10名と大人10名によって審査が行われた。
- Zecchino blu - 3日目に最高得点を得た歌に与えられる賞で、青いゼッキーノ貨幣である。
  - 第51回-第53回は、Zecchino dei Nonni（ゼッキーノ・おじいちゃん賞）の別名がつけられていた。審査は、孫を連れた祖父母たち12人によって行われた。
  - 第54回は、10人のダンサーと10人の児童とからなる審査員によって審査が行われた。
  - 第55回は、アメリカ圏出身の児童10名と大人10名によって審査が行われた。
- Zecchino verde - 4日目に最高得点を得た歌に与えられる賞で、緑のゼッキーノ貨幣である。
  - 第51回 はZecchino degli Autori（ゼッキーノ・作者賞）という別名がつけられており、審査は出場曲を制作した作詞家・作曲家たちによって行われた。
  - 第52回-第53回は、Zecchino delle mamme in "dolce attesa"'（ゼッキーノ・おめでたママ賞）の別名がつけられていた。審査は、妊娠中の母親たちによって行われた。
  - 第54回は、10人の医師と10人の児童とからなる審査員によって審査が行われた。
  - 第55回は、オセアニア圏出身の児童10名と大人10名によって審査が行われた。

最終日（5日目）の審査は8歳から12歳までの児童たち20人によって行われ、賞は従来どおり金のゼッキーノ貨幣である。
- 第55回は、ヨーロッパ圏出身の児童20名によって審査が行われた。

### その他の賞
- «G» d'oro «Sorella Letizia»（黄金の"G"賞"シスター・レティツィア"）

最も優れた歌詞を書いた作者に授与される賞。第14回（1972年）から第48回（2005年）まで授与されていた。
- TeleZecchino（テレ・ゼッキーノ）

開催期間中に視聴者から電話での投票を募り、総得票数が最も高かった歌に授与される。ほかの賞とは独立に審査・判定が行われる。第50回（2007年）から第54回（2011年）まで授与されていた。
- Zecchino WEB（ゼッキーノ・ウェブ）

第56回（2013年）から開始。フェイスブックを利用した視聴者投票である。

## 関連人物
ゼッキーノ・ドーロに深く関わる人物には、以下の人たちがいる。
チノ・トルトレッラ (it:Cino Tortorella, 1927年-2017年 )
テレビ番組監督で、ゼッキーノ・ドーロの発案者であり司会者。もとは俳優であり、1956年からコメディ『Zurlì, mago Lipperlì』で魔法使いズルリ (Mago Zurlì) の役を務めていた。1959年にゼッキーノ・ドーロを発案し、1972年（第14回）までは魔法使いズルリとして、1973年（第15回）から2008年（第51回）はトルトレッラ本人として、司会者を務めた。2006年には「世界で最も長く同じ番組の司会者を務めている人物」としてギネスブックに掲載された。
マリエーレ・ヴェントレ (it:Mariele Ventre, 1939年-1995年)
アントニアーノ協会の音楽講師。1961年よりゼッキーノ・ドーロの出場者に歌唱を指導してきたほか、1963年には合唱団のピッコロ・コーロ・デラントニアーノを設立し、逝去するまで指導にあたった。ヴェントレの死後、彼女を記念するため、同合唱団は「ピッコロ・コーロ "マリエーレ・ヴェントレ" デラントニアーノ（Piccolo Coro "Mariele Ventre" dell'Antoniano）」と改名された。
2005年のゼッキーノ・ドーロでは、コンクール曲外の歌として『Mariele chi è?（マリエーレはどんな人？）』が同合唱団により歌われたが、これはヴェントレへのオマージュ曲である。
サブリナ・シモーニ (it:Sabrina Simoni, 1969年- )
ピッコロ・コーロ "マリエーレ・ヴェントレ" デラントニアーノの現在（2010年）の指導者。1991年よりアントニアーノ協会に務める。はじめは同協会の合唱団「ヴェルディ・ノーテ (Verdi note)」の指導に当たっていたが、ヴェントレの依頼によりピッコロ・コーロ・デラントニアーノの指導にも当たるようになる。1995年のヴェントレの逝去後、ピッコロ・コーロ・デラントニアーノの2代めの指導者に就任する。
ピッコロ・コーロ "マリエーレ・ヴェントレ" デラントニアーノ (Piccolo Coro "Mariele Ventre" dell'Antoniano)
ボローニャ近郊在住の4歳から11歳までの児童で構成された合唱団。アントニアーノ協会に所属する。ゼッキーノ・ドーロでは出場曲のコーラスやオープニングテーマの歌唱などを務める。1963年にマリエーレ・ヴェントレの呼びかけにより結成された。結成時は「ピッコロ・コーロ・デラントニアーノ (Piccolo Coro dell'Antoniano)」の名称であったが、1995年にヴェントレが逝去した後は、彼女を記念する意味で現在の団名に変更された。団名に含まれる「ピッコロ・コーロ」は「小さい合唱団」を意味するが、これは結成時の団員がわずか5人と少なかったことに由来する。ゼッキーノ・ドーロに出演するほか、他のいくつかのRAIの番組に出演したり、海外公演に赴いたりもする。
合唱団の名称は、しばしば略されて「ピッコロ・コーロ (Piccolo Coro)」と呼ばれることもある。日本では、「アントニアーノ児童合唱団」ないし「アントニアーノ少年合唱団」の名称で紹介されることがある。
トッポ・ジージョ (Topo Gigio)
イタリアのテレビ人形劇のマスコットであるネズミのキャラクター（パペット）。1959年にマリア・ペレーゴによって生み出された。ゼッキーノ・ドーロのゲストキャラクターとして出演する。声優はペッピーノ・マッズッロ。なおマッズッロは、1960年にリケット (Richetto)という万年小学生の役柄で出演もしている。
ジェロニモ・スティルトン（Geronimo Stilton）
イタリアの児童書『ジェロニモ・スティルトン』シリーズの主人公であるネズミの新聞記者（なお、『スティルトン』シリーズはスティルトン自身が執筆しているという設定になっている）。2004年のゼッキーノ･ドーロに来場した。声優はピエトロ･ウバルディ (Pietro Ubaldi)。

## 有名な歌
以下はイタリア国内でよく知られているゼッキーノ・ドーロの出場曲である。この他の出場曲は、イタリア語版ウィキペディアのゼッキーノ・ドーロカテゴリーから各年の出場曲目を参照されたい。
題名の日本語訳は、理解を助けるための直訳ないし意訳であり、各曲の日本語題として通用されているものではありません。
- La giacca rotta（ぼろぼろの上着）- 第4回（1962年）金貨賞
- Non lo faccio più (もうこんな事はしません) - 第5回（1963年）金貨賞
- Concertino in cucina (台所のミニコンサート) - 第6回（1964年）
- Il pulcino ballerino (ひよこのダンサー) - 第6回（1964年）金貨賞
- Dagli una spinta (ひと押ししよう) - 第7回（1965年）金貨賞
- Popoff（ポポフ） - 第9回（1967）金貨賞
- Quarantaquattro gatti (四十四匹のネコ、it) - 第10回（1968年）金貨賞
- Il Valzer del moscerino (羽虫のワルツ) - 第10回（1968年）。クリスティーナ・ダヴェーナが出場したときの歌。
- Volevo un gatto nero (黒いネコがほしかった) - 第11回（1969年）
- Il caffè della Peppina (ペッピーナのコーヒー) - 第13回（1971年）金貨賞
- Cocco e Drilli (コッコとドリッリ、it) - 第16回（1974年）金貨賞
- Ciribiricoccola (チリビリコッコラ、it) - 第16回（1974年）
- Il coccodrillo come fa? (ワニはなんて鳴くの？) - 第36回（1993年）金貨賞
- Le tagliatelle di nonna Pina (ピナおばあちゃんのタリアテッレ、it) - 第46回（2003年）金貨賞

## アニメ『I cartoni dello Zecchino d'Oro』
『I cartoni dello Zecchino d'Oro』は、ゼッキーノ・ドーロの出場曲に、それに合わせた内容の短編アニメを施した短編アニメである。制作はデ・マス＆パートナーズ (it:de Mas & Partners) と、RAIフィクションとアントニアーノ・プロダクションの三者の合作である。2000年から作成が始められ、2014年の時点で10シリーズ、合計で129作品のアニメ作品が制作済みである。長さは1作品あたり2分半前後である。これらのアニメ作品は、初めにRaiUnoで放送され、それからVHSやDVDでビデオ商品化された。
各アニメ作品には、セル画、3D、フラッシュ、ストップモーションなど、さまざまな映像技術が使用されている。制作に取り組んだアニメ作家たちが自在に演出したため、各アニメのスタイルは多様性に富んでいる。

## 各回の開催日と金貨賞受賞曲
歌曲の題はイタリア語題とその和訳のみを、歌唱者名はカナ表記とイタリア語表記とを記す。歌唱者名のあとの国名表記はその出場者の出身国を示す（表記がないときはイタリアからの出場）。
歌曲の題名の訳は、理解を助けるための直訳ないし意訳であり、各曲の日本語題として通用されているものではありません（例外的に、訳と日本語題とが一致している歌曲も少数あります）。
第1回 (1959年9月24-26日）
Quartetto（カルテット）
- 歌唱：ジュージ・グウェルチレーナ (Giusi Guercilena)
- 作曲：A.ビニョッティ (Bignotti)
- 作詞：F.イッツィ (Izzi)

第2回 (1960年9月29日-10月1日）
Fiaba（おとぎ話）
- 歌唱：アッティリョ・マルティニョーニ (Attilio Martignoni)
- 作曲：ボン (Bon)
- 作詞：ファラオーニ (Faraoni)

第3回 (1961年9月25-27日）
Le stelle（星）
- 歌唱：ヴィットーリオ・ドニーニ (Vittorio Dognini)
- 作曲：サンドロ・タッカーニ (Sandro Taccani)
- 作詞：ドッリ (Dolli)

第4回 (1962年4月6-8日）
La giacca rotta（ぼろぼろの上着）
- 歌唱：ライモント・デボーノ (Raymond Debono、マルタ)
- 作曲：マリオ・パガーノ (Mario Pagano)
- 作詞：パオラ・ピタゴーラ (it:Paola Pitagora)

第5回 (1963年3月1-3日）
Non lo faccio più（もうこんな事はしません）
- 歌唱：ジャンフランコ・トネッロ (Gianfranco Tonello)
- 作曲：エディリオ・カポトスティ (Edilio Capotosti)
- 作詞：アントニエッタ・デ=シモーネ (it:Antonietta De Simone)

第6回 (1964年2月28日-3月1日）
Il pulcino ballerino（ひよこのダンサー）
- 歌唱：ヴィヴィアーナ・ストゥッキ (Viviana Stucchi)
- 作曲：マリオ・パガーノ (Mario Pagano)
- 作詞：フランコ・マレスカ (Franco Maresca)

第7回 (1965年3月19-21日）
Dagli una spinta（ひと押ししよう）
- 歌唱：カルロ・アルベルト・トラヴァッリーノ (Carlo Alberto Travaglino)
- 作曲：ニーノ・カジローリ (Nino Casiroli)
- 作詞：ダンテ・パンツーティ（Dante Panzuti、ダンパ (it:Danpa)の筆名で制作）、ジュゼッペ・ペロッティ（Giuseppe Perotti、ピンチ (Pinchi)の筆名で制作）

第8回 (1966年3月18-20日）
I fratelli del Far-West（大西部の兄弟）
- 歌唱：フェデリコ・フロジーニ (Federico Frosini)、サンドロ・ヴィオレット (Sandro Violet)
- 作曲：コルラード・コモッリ (Corrado Comolli)
- 作詞：ヴィットーリオ・セッサ=ヴィターリ (Vittorio Sessa Vitali)

第9回 (1967年3月3-5日）
Popoff（ポポフ）
- 歌唱：ヴァルテル・ブルジョーロ (Valter Brugiolo)
- 作曲：パオロ・グワルディ (Paolo Gualdi)、マリオ・パガーノ (Mario Pagano)
- 作詞：アンナ・ベナッシ (Anna Benassi)

第10回 (1968年3月17-19日）
Quarantaquattro gatti（四十四匹のネコ）
- 歌唱：バルバラ・フェリーゴ (Barbara Ferigo)
- 作曲および作詞：ジュゼッペ・カザリーニ (Giuseppe Casarini)

第11回 (1969年3月17-19日）
Tippy il coniglietto hippy（ティッピーは子ウサギのヒッピー）
- 歌唱：パオロ・ランツィーニ (Paolo Lanzini)
- 作曲：ジョルダーノ・ブルーノ・マルテッリ (Giordano Bruno Martelli)
- 作詞：サウーロ・ステッレッティ (Sauro Stelletti)

第12回 (1970年3月17-19日）
La nave Gelsomina dirindirindina（船のジェルソミーナ、ディリンディリンディーナ）
- 歌唱：アントネッラ・バルディーニ (Antonella Baldini)、ステファーノ・ロマネッリ (Stefano Romanelli)
- 作曲：マリオ・パガーノ (Mario Pagano)
- 作詞：フランコ・マレスカ (Franco Maresca)

第13回 (1971年3月19-21日）
Il caffè della Peppina（ペッピーナのコーヒー）
- 歌唱：マリーナ・ダミーチ (Marina D'Amici)、シモネッタ・グルッピョーニ (Simonetta Gruppioni)
- 作曲：アルベルト・アネッリ (Alberto Anelli)
- 作詞：アントーニオ・マルトゥッチ (Antonio Martucci)

第14回 (1972年3月17-19日）
Tre scozzesi（三人のスコットランド人）
- 歌唱：マルコ・フェルリ (Marco Ferri)、チェーザレ・フランカランチ (Cesare Francalanci)、ガブリエーレ・ガッティ (Gabriele Gatti)
- 作曲および作詞：ニコーラ・フィリベルト・ディ=マッテオ (Nicola Filiberto Di Matteo)

第15回 (1973年3月17-19日）
La sveglia birichina（いたずら好きの目覚まし時計）
- 歌唱：ファビオーラ・リッキ (Fabiola Ricci)、ただし最終日は体調不良のため、ピッコロ・コーロの団員のカテリーナ・ツァレッリ (Caterina Zarelli)が代理として歌った。
- 作曲：ベニャミーノ・レイターノ (Beniamino Reitano)、フランチェスコ・レイターノ (Francesco Reitano)
- 作詞：ルチアーノ・ベレッタ (it:Luciano Beretta)、ジュリオ・チェーザレ・カディレ (Giulio Cesare Cadile)

第16回 (1974年3月17-19日）
Cocco e Drilli（コッコとドリッリ）
- 歌唱：マリア・フェデリカ・ガブッチ (Maria Federica Gabucci)、サブリナ・マントヴァーニ (Sabrina Mantovani)、クラウディア・ピニャッティ (Claudia Pignatti)、アレッサンドロ・ストラーノ (Alessandro Strano)
- 作曲および作詞：ヴァルター・ヴァルディ (it:Walter Valdi)

第17回 (1975年3月17-19日）
La figlia del re di Castiglia（カスティーリャの王女さま）
- 歌唱：サンドロ・ビアンキ (Sandro Bianchi)、ヨーレ・ダッラ・リヴァ(Jole Dalla Riva)
- 作曲：ジョルダーノ・ブルーノ・マルテッリ (Giordano Bruno Martelli、ソフトリー (Softly)の筆名で制作）、クラウディオ・ヴァッレ (Claudio Valle)
- 作詞：ヴィットーリオ・セッサ=ヴィターリ (Vittorio Sessa Vitali)

第18回 (1976年3月17-19日）
La Teresina（テレジーナ）
- 歌唱：フランチェスカ・ベルナルディ (Francesca Bernardi)、アントーニオ・マルケジーニ (Antonio Marchesini)
- 作曲：ジョルダーノ・ブルーノ・マルテッリ (Giordano Bruno Martelli)
- 作詞：カルロ・エルマンノ・トラパーニ (Carlo Ermanno Trapani)

第19回 (1976年11月25-27日）
Gugù bambino dell'età della pietra（グーグーは石器時代の男の子）
- 歌唱：エンリーコ・ザナルディ (Enrico Zanardi)
- 作曲：アウグスト・マルテッリ (it:Augusto Martelli、ボブミッチェル (Bobmitchell)の筆名で制作)
- 作詞：カルロ・エルマンノ・トラパーニ (Carlo Ermanno Trapani)

Nozze nel bosco（森の結婚式）
- 歌唱：オラフ・シュティーフ (Olaf Stief、ドイツ)
- 作曲：原曲はドイツ民謡、編曲はジョルダーノ・ブルーノ・マルテッリ (Giordano Bruno Martelli)
- 作詞：原詞はドイツ民謡、イタリア語詞はフェルナンド・ロッシ (Fernando Rossi)

第20回 (1977年11月10-12日）
I pescatori del Canada（カナダの漁師）
- 歌唱：ジェンナロ・パルンボ (Gennaro Palumbo、カナダ)
- 作曲：原曲はカナダ民謡、編曲はジョルダーノ・ブルーノ・マルテッリ (Giordano Bruno Martelli)
- 作詞：原詞はカナダ民謡、イタリア語詞はルチアーノ・ステルペッローネ (Luciano Sterpellone)

第21回 (1978年11月16-18日）
Cecki! Cecki!...Aih!（チェキ！チェキ！…アイ！）
- 歌唱：サボー・アーグネシュ (Ágnes Szabó、ハンガリー)
- 作曲：原曲はハンガリー民謡、編曲はアウグスト・マルテッリ (Augusto Martelli)
- 作詞：原詞はハンガリー民謡、イタリア語詞はルチアーノ・ベレッタ (Luciano Beretta)

第22回 (1979年11月15-17日）
Un bambino（男の子）
- 歌唱：ダニエラ・ミッリャリーニ (Daniela Migliarini)
- 作曲：マーラ・マレッティ・ソルディ (Mara Maretti Soldi)、メーモ・レミージ (it:Memo Remigi)
- 作詞：トニー・マルトゥッチ (Tony Martucci)

第23回 (1980年11月20-22日）
Ho visto un rospo（ヒキガエルを見た）
- 歌唱：マリア・アルマンダ・ディ・ジェズス・ロペス (Maria Armanda De Jesus Lopes、ポルトガル)
- 作曲：セザール・バタリャ (pt:César Batalha)
- 作詞：ポルトガル語原詞はルシア・カルヴァーリョ (Lucia Carvalho)、イタリア語詞はエルマンノ・パラッツィーニ (Ermanno Parazzini)

第24回 (1981年11月19-21日）
A mosca cieca（目隠し鬼ごっこ）
- 歌唱：マイケル・バーク (Michael Burke、米国)
- 作曲：原曲は米国民謡、編曲はセールジョ・パリジーニ (Sergio Parisini)
- 作詞：原詞は米国民謡、イタリア語詞はカペルドーニ (Caperdoni)とアルバーノ・ベルトーニ (Albano Bertoni)

第25回 (1982年11月18-20日）
Farfalla in città（都会のチョウチョ）
- 歌唱：ヴェロニカ・フラゴーラ (Veronica Fragola)
- 作曲：コルラード・カステッラーリ (Corrado Castellari)
- 作詞：マーラ・マレッティ・ソルディ (Mara Maretti Soldi)

第26回 (1983年11月24-26日）
Evviva noi（ばんざい、わたしたち）
- 歌唱：エリザ・ガンベリーニ (Elisa Gamberini) - ルーマニアからの本来の歌唱者が出場できなくなったため代理で歌唱。
- 作曲：アレクサンドル・パシュカヌー (ro:Alexandru Pașcanu)
- 作詞：ルーマニア語原詞はパシュカヌー、イタリア語詞はルチアーノ・ベレッタ (Luciano Beretta)とアルバーノ・ベルトーニ (Albano Bertoni)

O che bella balla（まあ、まるきりデタラメね）
- 歌唱：サロメ・ハッジ・ネオフィトゥ (Salome Hadji Neophytou、キプロス)
- 作曲：原曲はキプロス民謡、編曲はジョルダーノ・ブルーノ・マルテッリ (Giordano Bruno Martelli)
- 作詞：原詞はキプロス民謡、イタリア語詞はアルベルト・テスタ (it:Alberto Testa)

第27回 (1984年11月22-24日）
Per me cantare è un gioco（わたしにとって歌うことは遊び）
- 歌唱：ディアナ・ルビオ=バスケス (Diana Yamile Rubio Vásquez、スペイン)
- 作曲：フリ・ムリリョ (es:July Murillo)
- 作詞：スペイン語原詞はオスカル・ルビオ (Óscar Rubio)、イタリア語詞はルチアーノ・ベレッタ (Luciano Beretta)とアルバーノ・ベルトーニ (Albano Bertoni)

第28回 (1985年11月21-23日）
Riprendiamoci la fantasia（想像力を取り戻そう）
- 歌唱：アリーチェ・レナーツ (Alice Lenaz)
- 作曲および作詞：フランチェスコ・リナルディ (Francesco Rinaldi)

第29回 (1986年11月20-22日）
Siamo tutti re（私たちはみんな王様）
- 歌唱：アウリン・ハーケ (Awrin Haque、バングラデシュ)
- 作曲：原曲はラビンドラナート・タゴール (Rabindranath Tagore)、編曲はアルバーノ・ベルトーニ (Albano Bertoni)
- 作詞：原詞はラビンドラナート・タゴール、イタリア語詞はルチアーノ・ベレッタ (Luciano Beretta)

Parla tu che parlo io（わたしが話すように君も話して）
- 歌唱：コヴァチュ・リディア (Lídia Kovács、ハンガリー)
- 作曲：編曲はジョルダーノ・ブルーノ・マルテッリ (Giordano Bruno Martelli)
- 作詞：ハンガリー語原詞はイルディコ・オルバン (Orbán Ildikó)、イタリア語詞はアルベルト・テスタ (Alberto Testa)

Amor di tamburello（タンバリンの愛）
- 歌唱：トゥアン・ヴィー・ディニ・ギュイアン (Tưởng Vy Đình Nguyễn、ベトナム)
- 作曲：原曲はベトナム民謡、編曲はジョルダーノ・ブルーノ・マルテッリ (Giordano Bruno Martelli)
- 作詞：原詞はベトナム民謡、イタリア語詞はサンドロ・トゥミネッリ (it:Sandro Tuminelli)

第30回 (1987年11月26-29日）
Canzone amica（歌は友達）
- 歌唱：ファビオ・エッテール (Fabio Etter)
- 作曲：フランコ・ツリャン (Franco Zulian)
- 作詞：エンツォ・ギナッツィ (Enzo Ghinazzi、「プーポ」 (Pupoの筆名で制作))

第31回 (1988年11月24-27日）
Cane e gatto（イヌとネコ）
- 歌唱：ロザルバ・ラビーレ (Rosalba Labile)、カルラ・トンモリーニ (Carla Tommolini)
- 作曲および作詞：フランチェスコ・リナルディ (Francesco Rinaldi)

第32回 (1989年11月21-24日）
Corri topolino（走れ子ネズミちゃん）
- 歌唱：ニコラス・トルセッリ (Nikolas Torselli)
- 作曲および作詞：フランチェスコ・リナルディ (Francesco Rinaldi)

第33回 (1990年11月22-25日）
E nelle onde che baraonde（波のなかで大騒ぎ）
- 歌唱：エマヌエーレ・トリオーロ (Emanuele Triolo)
- 作曲：マリオ・ラヴェッツィ (it:Mario Lavezzi)
- 作詞：アルベルト・テスタ (Alberto Testa)

Nonno Superman（おじいちゃんはスーパーマン）
- 歌唱：エレーナ・マジエーロ (Elena Masiero)
- 作曲および作詞：サルヴァトーレ・デ・パスクワーレ (Salvatore de Pasquale、デプサ (it:Depsa)の筆名で制作)

第34回 (1991年11月21-24日）
Monta in mountain bike（マウンテンバイクに乗ろう）
- 歌唱： フィリッポ・ガスパーレ(Filippo Gasparre)
- 作曲：レナート・パレーティ (it:Renato Pareti)
- 作詞：ヴィットーリオ・セッサ=ヴィターリ (Vittorio Sessa Vitali)

第35回 (1992年11月26-29日）
Un giallo in una mano（手の中のミステリー小説）
- 歌唱：ヤーダ・カルツァヴァーラ (Jada Calzavara)、グラツィアーノ・クーニョ (Graziano Cugno)、ダヴィデ・ヤンニーティ (Davide Ianniti)
- 作曲：コルラード・カステッラーリ (it:Corrado Castellari)、ノリーナ・ピラース (Norina Piras)
- 作詞：ヴィットーリオ・セッサ=ヴィターリ (Vittorio Sessa Vitali)

第36回 (1993年11月25-28日）
Il coccodrillo come fa? （ワニはなんて鳴くの？）
- 歌唱：カルロ・アンドレア・マシャードリ (Carlo Andrea Masciadri)、ガブリエーレ・パトリアルカ (Gabriele Patriarca)
- 作曲：ピーノ・マッサーラ (it:Pino Massara)
- 作詞：オスカル・アヴォガドロ (Oscar Avogadro)

第37回 (1994年11月24-27日）
Metti la canottiera （ランニングシャツを着なさい）
- 歌唱：レオナルド・クルチオ (Leonardo Curcio)
- 作曲：ピーノ・マッサーラ (Pino Massara)
- 作詞：ヴィート・パッラヴィチーニ (it:Vito Pallavicini)

第38回 (1995年11月23-26日）
Il sole verrà （太陽が昇るだろう）
- 歌唱：エヴゲーニヤ・オトラードナヤ (Evguenia Otradnykh、ロシア)
- 作曲：原曲はロシア民謡、編曲はアウグスト・マルテッリ (Augusto Martelli)
- 作詞：原詞はロシア民謡、イタリア語詞はサンドロ・トゥミネッリ (Sandro Tuminelli)

第39回 (1996年11月14-17日）
È meglio Mario （こうしたほうがいいよ、マリオ）
- 歌唱：ファビオ・トロヤーノ (Fabio Troiano)
- 作曲：ジャンフランコ・ファザーノ (Gianfranco Fasano)
- 作詞：エミーリョ・ディ=ステファーノ (Emilio Di Stefano)

第40回 (1997年11月13-16日）
Un bambino terribile （やんちゃな男の子）
- 歌唱：マッティア・ピサーヌ (Mattia Pisanu)
- 作曲：エミーリョ・ディ=ステファーノ
- 作詞：ジャンフランコ・ファザーノ

第41回 (1998年11月26-29日）
La terraluna （地球をお月様に…）
- 歌唱：ハーラ・アッ=サバーグ (Hala Al Sabbagh、シリア)
- 作曲：ソウヘイル・アラフェーフ (Souheil Arafeh)
- 作詞：アラビア語原詞はアラフェーフ、イタリア語詞はアルベルト・テスタ (Alberto Testa)とファビオ・テスタ (Fabio Testa)

第42回 (1999年11月25-28日）
La mia bidella Candida （カンディダはわたしの用務員さん）
- 歌唱：ジュリア・ズバラッリア (Giulia Sbaraglia)
- 作曲および作詞：ジャン・ピエトロ・ペンディーニ (Gian Pietro Pendini)

第43回 (2000年11月23-26日）
Il cuoco pasticcione （ドジなコックさん）
- 歌唱：フェデリカ・コルッチ (Federica Colucci)
- 作曲：マルコ・モヤーナ (Marco Mojana)
- 作詞：マリオ・マナッセ (Mario Manasse)

第44回 (2001年11月20-24日）
Il singhiozzo （しゃっくり）
- 歌唱：マッテオ・ベッルー (Matteo Bellu)
- 作曲：ジャンフランコ・ファザーノ (Gianfranco Fasano)
- 作詞：マリア・フランチェスカ・ポッリ (Maria Francesca Polli)

第45回 (2002年11月19-23日）
Lo Stelliere （星をともす人）
- 歌唱：ガブリエーレ・カルリーニ (Gabriele Carlini)
- 作曲：エドアルド・ベンナート (it:Edoardo Bennato)、ジーノ・マグルーノ (it:Gino Magurno)
- 作詞：エドアルド・ベンナート、ジーノ・マグルーノ、オルネッラ・デッラ=リベルタ (it:Ornella Della Libera)

第46回 (2003年11月18-22日）
Le tagliatelle di Nonna Pina （ピナおばあちゃんのタリアテッレ）
- 歌唱：オッタヴィア・ドルルッチ (Ottavia Dorrucci)
- 作曲および作詞：ジャンマルコ・グワランディ (Gianmarco Gualandi)

第47回 (2004年11月16-20日）
Il gatto puzzolone （めちゃくちゃ臭いネコ）
- 歌唱：マウロ・ファルチ (Mauro Farci)
- 作曲：アレッサンドロ・ニーディ (Alessandro Nidi)、クリスティアーノ・ミネッローノ (it:Cristiano Minellono)
- 作詞：フェデリコ・パドヴァーノ (Federico Padovano)

第48回 (2005年11月22-26日）
Il pistolero （ガンマン）
- 歌唱：ダヴィデ・カーチ (Davide Caci)
- 作曲および作詞：シルヴェストロ・ルッソ (Silvestro Russo)

第49回 (2006年11月21-25日）
Wolfango Amedeo （ヴォルフガング・アマデウス）
- 歌唱：ダヴィデ・アンジェレッリ (Davide Angelelli)、マティルデ・アンジェレッリ (Matilde Angelelli)
- 作曲：ジャンフランコ・ファザーノ (Gianfranco Fasano)
- 作詞：ヴィットーリオ・セッサ=ヴィターリ (Vittorio Sessa Vitali)

第50回 (2007年11月20-24日）
Ma che mondo l'acquario （水族館はすてきな世界）
- 歌唱：ヴィルジリア・シッディ (Virgilia Siddi)
- 作曲および作詞：ファジット (Fagit、G.ファザーノの別名)、ジャンフランコ・グロットリ (Gianfranco Grottoli)、アンドレア・ヴァスケッティ (Andrea Vaschetti)

第51回 (2008年11月25-29日）
Le Piccole Cose Belle （ちょっとしたすてきな事）
- 歌唱：アリーチェ・リゾリーノ (Alice Risolino)
- 作曲および作詞：ロドヴィーコ・サッコール (it:Lodovico Saccol)

第52回 (2009年11月17-21日）
La doccia col cappotto （コートを着たままシャワー）
- 歌唱：フランチェスカ・メリス (Francesca Melis)、ジュリア・パンフィリョ (Giulia Panfilio)
- 作曲：イタロ・ヤンネ (it:Italo Ianne)、ジャンフランコ・ファザーノ (Gianfranco Fasano)
- 作詞：ジャンフランコ・ファザーノ

第53回 (2010年11月16-20日)
Il contadino （お百姓さん）
- 歌唱：ジョヴァンニ・ペッリッツァーリ (Giovanni Pellizzari)
- 作曲および作詞：ロドヴィーコ・サッコール (Lodovico Saccol)

Un topolino, un gatto e… un grande papà （ネズミとネコと…立派なパパ）
- 歌唱：イレーネ・チタルレッラ (Irene Citarrella)
- 作曲および作詞：マリア・レティツィア・アモローゾ (it:Maria Letizia Amoroso)

第54回 (2011年11月15-19日）
Un punto di vista strambo （出会うには風変わりな時刻）
- 歌唱：ミケラ・マリア・ペリ (Michela Maria Perri)、エンリーコ・トゥレッタ (Enrico Turetta)
- 作曲および作詞：フラヴィオ・コンフォルティ (Flavio Conforti)

第55回 (2012年11月20-24日）
Il mio nasino （僕の鼻）
- 歌唱：マッシモ・スピッチャ (Massimo Spiccia)
- 作曲：ピェーロ・ブラッジ (Piero Braggi)
- 作詞：セルジオ・イオディーチェ (Sergio Iodice)

第56回 (2013年11月19-23日)
Quel secchione di Leonardo （頭でっかちのレオナルド）
- 歌唱：マリア・クリスティーナ・カマラーダ (Maria Cristina Camarda)、ジャコーポ・ゴーリン (Jacopo Golin)
- 作曲：マリアーノ・カラッツォ (Mariano Calazzo)
- 作詞：アリアンナ・ジョルジア・ボナッツィ (Arianna Giorgia Bonazzi)

Due Nonni Innamorati （愛し合っているおじいちゃんとおばあちゃん）
- 歌唱：ナヤーラ・ベンツォーニ (Nayara Benzoni)
- 作曲：マルコ・ヤルデッラ (Marco Iardella)
- 作詞：マリア・フランチェスカ・ポッリ (Maria Francesca Polli)

第57回 (2014年11月25-29日)
Chi ha paura del buio? （暗闇が怖いのは誰？）
- 歌唱：エドアルド・バルキ (Edoardo Barchi)、アレッシア・キアネーゼ (Alessia Chianese)
- 作曲：ジョヴァンニ・パオロ・フォンタナ (Giovanni Paolo Fontana)、ロベルト・デ=ルーカ (Roberto De Luca)
- 作詞：マリオ・ガルディーニ (Mario Gardini)

第58回 (2015年11月17-21日）
Prendi un’emozione （気分をつかもう）
- 歌唱：グレタ・カッチョーロ (Greta Cacciolo)
- 作曲および作詞：ロドヴィーコ・サッコール (Lodovico Saccol)

第59回 (2016年11月19・26日、12月3・10日）
Quel bulletto del carciofo （アーティチョークはいじめっ子）
- 歌唱：キアーラ・マゼッティ (Chiara Masetti)
- 作曲：ジュゼッペ・デ=ローザ (Giuseppe De Rosa)
- 作詞：セレーナ・リファルディ (Serena Riffaldi)

第60回 (2017年11月18・25日、12月2・9日）
Una parola magica （魔法の言葉）
- 歌唱：サーラ・カラメッリ (Sara Calamelli)
- 作曲および作詞：ステファーノ・リガモンティ (Stefano Rigamonti)

第61回 (2018年11月10・17日・24日、12月1日）
La rosa e il bambino （バラと少年）
- 歌唱：マルティーナ・ガラッソ (Martina Galasso)、アリッシア・メングブワ・パロンボ (Alyssia Mengbwa Palombo)
- 作曲：ジュゼッペ・デ=ローザ (Giuseppe De Rosa)
- 作詞：マリオ・ガルディーニ (Mario Gardini)

第62回 (2019年12月4-7日）
Acca （Hの字）
- 歌唱：リタ・ロンゴルド (Rita Longordo)
- 作曲：フラヴィオ・カレッドゥ (Flavio Careddu)、イレーネ・メンナ (Irene Menna)
- 作詞：アレッサンドロ・ヴィジンタイナー (Alessandro Visintainer)

第63回 (2021年5月30日）
Custodi del mondo （世界の番人）
- 歌唱：アニータ・バルトロメイ (Anita Bartolomei)
- 作曲および作詞：シモーネ・クリスティッキ (it:Simone Cristicchi)、ガブリエーレ・オルテンツィ (Gabriele Ortenzi)

第64回 (2021年12月3-5日）
Superbabbo （スーパー父さん）
- 歌唱：ゾーエ・アダメッリ (Zoe Adamelli)
- 作曲および作詞：マルコ・マジーニ (it:Marco Masini)、ヴェロニカ・ラウッチョ (Veronica Rauccio)、エミリアーノ・チェチェーレ (Emiliano Cecere)

第65回 (2022年12月22-24日）
Il panda con le ali （翼の生えたパンダ）
- 歌唱：マリアパオーラ・キュンモ (Mariapaola Chiummo)
- 作曲および作詞：ヴィルジニオ (it:Virginio (cantante))、ダニエーレ・コーロ (it:Daniele Coro)

第66回 (2023年12月1-3日）
Non ci cascheremo mai （僕らは二度とだまされたりしない）
- 歌唱：サルヴァトーレ・フラミニ (Salvatore Flamini)
- 作曲：マックス・ガッツェ (it:Max Gazzè)、フランチェスコ・デ=ベネディッティス (it:Francesco De Benedittis)
- 作詞：フランチェスコ・ガッツェ (Francesco Gazzè)、フランチェスコ・デ=ベネディッティス

第67回 (2024年11月29日-12月1日）
Diventare un albero （木になる）
- 歌唱：アンナ・ソーレ・ダルモンテ (Anna Sole Dalmonte)
- 作曲：レベッカ・ペコリェッロ (Rebecca Pecoriello)、ニコーラ・マロッタ (Nicola Marotta), ルーカ・アルジェンテーロ (Luca Argentero)
- 作詞：レベッカ・ペコリェッロ、ステファーノ・フランチョーニ (Stefano Francioni), ニコーラ・マロッタ

## 日本人の出場者
イタリア語資料を参照しているため、氏名の用字が不明である出場者がいます。その場合、氏名をひらがな書きにしています。

### 1975年（第17回）まで
国際大会になる前のゼッキーノ・ドーロに出場した日本人が2名いる。いずれもイタリア人児童との2人組として出場した。
- 須田ツヨシ（すだ つよし）- 第13回（1971年）出場

ダニエーレ・ボルガッティ (Daniele Borgatti) との2人組で出場。歌唱曲は『Il karaté（空手）』。作曲はヴェントゥリャ (Venturia)、作詞はマルトゥッチ (Martucci)。この歌は、下記の『Teru terubozu』が日本でレコード化されたときに、B面曲として収録された。
- しもうら みほこ - 第16回（1974年）出場

クラウディア・グラツィアーニ (Claudia Graziani) との2人組で出場。歌唱曲は『La cometa ha perso la coda（彗星がしっぽをなくした）』。作曲はヴァレ (Valle)、作詞はセッサ=ヴィタリ (Sessa Vitali)。

### 1976年（第18回）以降
ゼッキーノ・ドーロが国際大会になってからの日本人の出場者は、2011年（第54回）までに9組を数える。この数は、第18回以降のイタリア国外出場者のうちでは、ポルトガルと米国（いずれも11組）、フランス（10組）に次いで多い。
- 粟国淳（あぐに じゅん）- 第18回（1976年3月）国外部門銀貨賞受賞

出場当時はイタリア在住。『Teru terubozu（てるてる坊主）』を歌唱し、国外部門でのゼッキーノ銀貨賞受賞者に選ばれた。この歌は、中山晋平作曲、浅原鏡村作詞の『てるてる坊主』にF.マレスカがイタリア語詞を施したものである。
- 二澤真彦（にさわ まさひこ）、二澤佳子（にさわ よしこ） - 第25回（1982年）出場

出場当時はイタリア在住。『Il piccolo pescatore（小さな漁師）』を歌唱。この歌は、山口保治作曲、加藤省吾作詞の『かわいい魚屋さん』にG.カラブレーゼがイタリア語詞を施したものである。
- 川端まり子（かわばた まりこ）- 第30回（1987年）出場

『L'aquilone dei sogni（夢のような凧）』を歌唱。この歌は、作曲者不詳、近藤宮子作詞の『こいのぼり』に、A.ヴァレリ=マネーラによるイタリア語詞が施されたものである。
- 曽我実磨子（そが みまこ）- 第34回（1991年）出場

『Pesci, bimbi e draghi（魚たちとぼうやたちと竜たち）』を歌唱。この歌は、櫻井順作曲、中村千栄子作詞の『ツッピンとびうお』にF.ロッシがイタリア語詞を施したものである。曽我は当時、既に童謡歌手としても活動し、その後も出身地の熊本県を中心に活動している。
- 曽我光一（そが こういち）- 第38回（1995年）国外部門銀貨賞受賞

第34回出場の曽我実磨子の弟。『Samurai（侍）』を歌唱し、国外部門でのゼッキーノ銀貨賞受賞者に選ばれた。この歌は、JIDM学校の児童たち作詞、廣瀬量平作曲の『ダダダ』にF.ロッシがイタリア語詞を施したものである。
- 芦川祐美子（あしかわ ゆみこ）- 第40回（1997年）出場

『La pioggia（あめ）』を歌唱。この歌は、芦川自身が日本語詞を作詞し、海沼実が作曲した『あめ』にS.メネガーレがイタリア語詞を施したものであり、2018年現在では作詞・作曲に直接関わった人物が出場・歌唱した唯一のゼッキーノ・ドーロ出場曲である。芦川は現在、児童合唱団「音羽ゆりかご会」の指導者として後進の指導に当たっている。
- 奈良実乃里（なら みのり） - 第43回（2000年）出場

『Spunta la luna（月が出た）』を歌唱。この歌は、櫻田絢香作詞、海沼実作曲の『七福神』にM.ピッコリがイタリア語詞を施したものである。
- 北田 栞（きただ しおり）- 第48回（2005年）出場

『Il mio amico samurai（私の彼のサムライくん）』を歌唱。この歌は、平松美奈作詞、海沼実作曲の『武士道』に、R.ピュミニがイタリア語詞を施したものである。北田は児童合唱団「音羽ゆりかご会」の団員で、同会に所属する本来のノミネート者（本多美香子）が辞退したために急遽代役として出場した。
- 海沼 亮午（かいぬま りょうま） - 第53回（2010年）出場

『La scimmia, la volpe e le scarpe（お猿とキツネと靴）』を歌唱。この歌は、山上武夫作詞、海沼實作曲の『お猿のかごや』にA.ボリアーニがイタリア語詞を施したものである。海沼亮午は、児童合唱団「音羽ゆりかご会」会長の海沼実の長男で、同作品の作曲者海沼實の曾孫にあたる。同回次の番組司会者ピノ・インセーニョは大のRoma(サッカーチーム)ファンであったことから、発音が近いRyomaの名前を放送中に連呼したため、海沼はイタリア国内の移動中に至る所で「Essa Essa Ryoma!」という声援を受けたという。

### ゲスト出場者
1989年（第32回）には、同年のピアノコンクール「プレミオモーツァルト国際コンクール」に出場しプレミオモーツァルト賞を受賞した松本あすかがゼッキーノ・ドーロのスタジオにゲスト出演し、ピアノの生演奏を披露した。

## 日本で紹介されたゼッキーノ・ドーロの出場歌
ゼッキーノ・ドーロの出場曲のうち、日本人による歌唱で放送ないしリリースされたものの一覧である。もともと日本の愛唱歌とされていた作品は除く。ここに挙げた歌の大部分には日本語歌詞がつけられている。NHKテレビ・ラジオ『みんなのうた』やNHK教育『母と子のテレビタイム』で放送されたことがあるものが多い。
イタリア語題に続く日本語はイタリア語題の直訳ないし意訳です。邦題がイタリア語題の直訳と一致した場合でも両方を掲載しました。
Lettera a Pinocchio（ピノキオへの手紙）- 第1回（1959年）入賞
作曲および作詞：マリオ・パンツェーリ (Mario Panzeri)
- 邦題は『ピノキオへの手紙』。音羽たかしによる訳詞。

Chiccolino di caffè（コーヒー豆ちゃん）- 第4回（1962年）入賞
作曲：ピエール・エディリオ・バッシ (Pier Edilio Bassi)
作詞：トニー・マルトゥッチ (Tony Martucci)
- 邦題は『小さなコーヒー豆ちゃん』。歌手の佐藤しのぶがアルバムで紹介している。

Non lo faccio più（もうこんな事はしません）- 第5回（1963年）金貨賞
作曲：エディリオ・カポトスティ (Edilio Capotosti)
作詞：アントニエッタ・デ・シモーネ (Antonietta de Simone)
- 邦題は『ママごめんなさい』。泉恵による訳詞。

La favola della gatta Miagola（猫のミャゴラの物語）- 第6回（1964年）入賞
作曲：マリオ・パガーノ (Mario Pagano)
作詞：フィオレンツォ・フィオレンティーニ (Fiorenzo Fiorentini)
- 邦題は『ミャゴラ猫の初恋』ないし『街はずれの猫の子のおとぎ話』。山上道枝による訳詞。

Dagli una spinta（ひと押ししよう）- 第7回（1965年）金貨賞
作曲：ニーノ・カジローリ (Nino Casiroli)
作詞：ダンパ (Dampa)、ピンチ (Pinchi)
- 邦題は『おじいさんのボロ車』。中山知子による訳詞。

Il calendario di un bambino（男の子のカレンダー）-第7回（1965年）入賞
作曲：アルトゥーロ・カサデイ (Arturo Casadei)、ヴィンチェンツォ・ディパオーラ (Vincenzo Dipaola)
作詞：E.ドッリ (E.Dolli)
- 邦題は『小さなカレンダー』。中山知子による訳詞。

La tromba del pagliaccio（道化師のトランペット）- 第7回（1965年）入賞
作曲：ファマウリ (Famauri)
作詞：サンドロ・トゥミネッリ (Sandro Tuminelli)
- 邦題は『ピエロのトランペット』。中山知子による訳詞。

Tom Tirilin Tom（トム・ティリリン・トム）- 第7回（1965年）入賞
作曲：アントニエッタ・ヴェド・アレクシス・カルデローニ (Antonietta Ved Alexis Calderoni)
作詞：ヴィンチェンツォ・ヴェルドゥーチ (Vincenzo Verduci)
- 邦題は『ちびっこカウボーイ』。阪田寛夫による訳詞。この曲は1977年以後、日本の音楽の教科書にも何度か掲載されている。

Extramusicale-giromagitondo（すごく音楽的な魔法のロンド）- 第8回（1966年）入賞
作曲：ピエロ・カルロ・ロッラ (Piero Carlo Rolla)、リッカルド・ザッパ (Riccardo Zappa)
作詞：トニー・マルトゥッチ (Tony Martucci)
- 邦題は『ジロマジトンド・ジロトンド』。阪田寛夫による訳詞。

L'ochetta Gelsomina（ガチョウのジェルソミーナ）- 第8回（1966年）入賞
作曲：ファマウリ (Famauri)
作詞：トラネーゼ (Tranese)
- 邦題は『ガチョウのおばさん』ないし『ジェルソミナおばさん』。阪田寛夫による訳詞。

Quarantaquattro gatti（四十四匹のネコ）- 第10回（1968年）金貨賞
作曲および作詞：ジュゼッペ・カザリーニ (Giuseppe Casarini)
- 邦題は『44ひきのねこ』（『44匹の猫』の表記もある）。阪田寛夫による訳詞。

Il Torero Camomillo（闘牛士カモミッロ）- 第10回（1968年）入賞
作曲：フランチェスコ・パガーノ (Francesco Pagano)
作詞：フランチェスコ・サヴェリオ・マレスカ (Francesco Saverio Maresca)
- 邦題は『トレロ・カモミロ』。阪田寛夫による訳詞。

L'omino della luna（月の小人）- 第11回（1969年）入賞
作曲：マルコーラ (Marcora)
作詞：コモッリ (Comolli)
- 邦題は『月の星人』。歌手の佐藤しのぶがアルバムで紹介している。

Nicchi sgnacchi mucchi mucchi（ニッキ・スニャッキ・ムッキ・ムッキ）- 第11回（1969年）入賞
作曲および作詞：アントーニオ・ヴェントゥリーニ (Antonio Venturini)
- 邦題は『ニッキ・ニャッキ』。山上路夫による訳詞。

Volevo un gatto nero（黒いネコが欲しかった）- 第11回（1969年）入賞
作曲：フランチェスコ・パガーノ (Francesco Pagano)
作詞：フランチェスコ・パガーノ (Francesco Pagano)、フランチェスコ・サヴェリオ・マレスカ (Francesco Saverio Maresca)、アルマンド・ソリチッロ (Armando Solicillo)
- 邦題は『黒ネコのタンゴ』。見尾田みずほによる訳詞。1969年から翌年にかけ大ヒットした。

Che bella festa sarà（どんな素敵なパーティになるかしら）- 第12回（1970年）入賞
作曲：ジャンネット・ヴィレルム (Giannetto Wilhelm)
作詞：シルヴェリオ・ピスー (Silverio Pisu)
- 邦題は『誕生日のチャチャチャ』。峯陽による訳詞。

Manue-e-lo（マヌエ・エ・ロ）- 第12回（1970年）入賞
作曲：マリオ・パガーノ (Mario Pagano)
作詞：フランコ・マレスカ (Franco Maresca)
- 邦題は『マヌエロ』ないし『おとなになるべし』。阪田寛夫及び尾中美千絵による訳詞。

Baciccia il pirata（海賊バチッチャ）- 第13回（1971年）入賞
作曲：ジャンニ・ツィリオーリ (Gianni Zilioli)、ジョルダーノ・ブルーノ・マルテッリ (Giordano Bruno Martelli)
作詞：サウロ・ステッレッティ (Sauro Stelletti)
- 邦題は『ミルクで乾杯』。福本義人による訳詞。細川ひさ子のシングル『コーヒータンゴ』のB面に収録された。

Il caffè della Peppina（ペッピーナのコーヒー）- 第13回（1971年）金貨賞
作曲：アルベルト・アネッリ (Alberto Anelli)
作詞：アントーニオ・マルトゥッチ (Antonio Martucci)
- 邦題は『コーヒータンゴ』。福本義人による訳詞。細川ひさ子と、後にアニメソング歌手として有名になるクリスティーナ・ダヴェーナ（児童合唱団時代。歌手名義は「クリスチーナ・ダベナとゼッキーノ・ドロ合唱団」）、マランド楽団（インストゥルメンタル。LP『コンチネンタル・タンゴ・スペシャル/マランド』収録）の競作で発売された。

Il sorpassista（追い越しをかける人）- 第13回（1971年）入賞
作曲：アルベルト・チャンブリッコ (Alberto Ciambricco)、ジャンニ・メッチャ (Gianni Meccia)、ブルーノ・ザンブリーニ (Bruno Zambrini)
作詞：マリオ・カサッチ (Mario Casacci)
- 邦題は『デートしよう』または『デイトしよう』。門間裕による訳詞。クリスチーナ・ダベナのシングル『コーヒータンゴ』のB面に収録された。

Il karaté（空手）- 第13回（1971年）入賞
作曲：ヴェントゥリャ (Venturia)
作詞：マルトゥッチ (Martucci)
- 邦題は『唐手』。福本義人による訳詞。オリジナル歌唱者の2人のうちひとりは日本人の須田ツヨシ（上記「日本人の出場者」を参照）。

Cin cin pon pon（シュッシュッポッポ）- 第14回（1972年）入賞
作曲：アンジェロ・バロンチーニ (Angelo Baroncini)
作詞：アンニー・ゴラッシーニ (Annie Gorassini)
- 邦題は『チンチンポンポン』。本庄一郎による訳詞。1976年8月、ニッポン放送のラジオ番組『あおぞらワイド』で原曲が紹介され、番組へのリクエストが殺到した。それを受けてキングレコードが日本語カバー版を製作する。候補数種類の歌詞の中で幼稚園児や小学生に圧倒的な支持を集めた「幼い兄妹が風呂に入り、互いの違いを見比べる」という内容のものをレコード化した。同年12月に発売された小谷浩代・前野良典による日本語カバー盤は発売から2か月で公称20万枚を超える売上を記録した。2009年にはJ-WAVEの『GROOVE LINE』でこの曲が放送され、番組に問い合わせが殺到した。それを受けて2010年4月14日にはピストン西沢のプロデュースによるカバー盤が発売され、発売日にはAmazon.co.jpの音楽ランキングで10位にランクインされた。

Io con chi sto?（わたしは誰と一緒に？）- 第15回（1973年）入賞
作曲：グワルティエロ・マルゴーニ (Gualtiero Malgoni)
作詞：アルベルト・テスタ (Alberto Testa)
- 邦題は『冬の日の子守歌』。仲倉重郎による訳詞。

La sveglia birichina（いたずら好きの目覚まし時計）- 第15回（1973年）金貨賞
作曲：ベニャミーノ・レイターノ (Beniamino Reitano)、フランチェスコ・レイターノ (Francesco Reitano)
作詞：ルチアーノ・ベレッタ (Luciano Beretta)、ジュリオ・チェーザレ・カディレ (Giulio Cesare Cadile)
- 邦題は『ゆかいなめざまし時計』。峯陽による訳詞。

La tartaruga sprint（カメの疾走）- 第15回（1973年）入賞
作曲および作詞：ニコラ・ジョヴァンニ・ヴァルテル・ピンネッティ (Nicola Giovanni Walter Pinnetti)、アルベルト・テスタ (Alberto Testa)
- 邦題は『自動車になったカメの歌』。峯陽による訳詞。

Il buio（暗闇）- 第16回（1974年）入賞
作曲：パオロ・リミティ (Paolo Limiti)、アルベルト・アネッリ (Alberto Anelli)
作詞：トニー・マルトゥッチ (Tony Martucci)
- 邦題は『くらやみ』。片岡輝による訳詞。

Nel duemila（2000年には）- 第20回（1977年）入賞
作曲：トニー・マルトゥッチ (Tony Martucci)、エロース・ショリッリ (Eros Sciorilli)
作詞：フェルディナンド・パチェッラ (Ferdinando Pacella)
- 邦題は『夢みてるわけじゃないよ』。高見映による訳詞。

Ululalì ululalà（ウルラリ・ウルララ）- 第22回（1979年）入賞
作曲および作詞：ヴァルテル・ヴァルディ (Walter Valdi)、ニコラ・ヴァルテル・ジョヴァンニ・ピンネッティ (Nicola Giovanni Walter Pinnetti)
- 邦題は『ふたごのオオカミ大冒険』。柴田陽平による訳詞。

Coro, caro coro（コーラス、すてきなコーラス）- 第27回（1984年）入賞
作曲および作詞：ダニエーレ・マルコ・トゥミネッリ (Daniele Marco Tuminelli)、サンドロ・トゥミネッリ (Sandro Tuminelli)
- 邦題は『コロ・カロ・コロ』。山川啓介による訳詞。

Etciù!（ハックション！）- 第27回（1984年）入賞
作曲：テレザ・パウラ・フェレイラ (Teresa Paula Ferreira)
作詞：ポルトガル語原詞はフェレイラ、イタリア語詞はアルベルト・テスタ (Alberto Testa)
- 邦題は『エッチュ〜!』。冬杜花代子による訳詞。

Filastrocche e tiritere（わらべ歌とおとぎ話）- 第31回（1988年）入賞

作曲および作詞：ドロレス・オリオーソ (Dolores Olioso)
- 邦題は『カレーだ!ヒッホッホ』。日暮真三による訳詞。

Corri topolino（走れ子ネズミちゃん）- 第32回（1989年）金貨賞
作曲および作詞：フランチェスコ・リナルディ (Francesco Rinaldi)
- 邦題は『ぎんいろのこねずみちゃん』。村田さち子による訳詞。

Nonno Superman（おじいちゃんはスーパーマン）- 第33回（1990年）金貨賞
作曲および作詞：サルヴァトーレ・デ・パスクワーレ (Salvatore de Pasquale)
- 邦題は『おじいちゃんはスーパーマン』。日暮真三による訳詞。

Uccellino dell'azzurro（青色の小鳥）- 第33回（1990年）入賞
作曲：原曲はアルゼンチン民謡、編曲はアウグスト・マルテッリ (Augusto Martelli)
作詞：原詞は著作者不明（スペイン語）、イタリア語詞はヴィットリオ・セッサ=ヴィタリ (Vittorio Sessa Vitali)
- 邦題は『おまじないのタンゴ』あるいは『おどろよタンゴ』。日暮真三による訳詞。1992年に神崎ゆう子・坂田おさむの歌でシングルCDとして発売された。

Un papero nero（黒いひなガチョウ）- 第33回（1990年）入賞
作曲および作詞：フランチェスコ・リナルディ (Francesco Rinaldi)
- 邦題は『がちょうの捕物帳』。下山啓による訳詞。

Monta in mountain bike（マウンテンバイクに乗ろう）- 第34回（1991年）金貨賞
作曲：レナート・パレーティ (Renato Pareti)
作詞：ヴィットリオ・セッサ=ヴィタリ (Vittorio Sessa Vitali)
- 邦題は『たのしいマウンテンバイク』。山川啓介による訳詞。

Bambinissimi papà（とっても子供っぽいパパ）- 第34回（1991年）入賞
作曲：アウグスト・マルテッリ (Augusto Martelli)
作詞：リーノ・バンフィ (Lino Banfi)
- 邦題は『パパはこまったちゃん』。山川啓介による訳詞。

La nonna di Beethoven（ベートーヴェンのおばあちゃん）- 第36回（1993年）入賞
作曲：アウグスト・マルテッリ (Augusto Martelli)
作詞：フランコ・カステッラーノ (Franco Castellano)、ピポロ (Pipolo)
- 邦題は『ベートーベンのおばあちゃん』。山川啓介による訳詞。

Se voglio（もしできるなら）- 第37回（1994年）国外部門銀貨賞
作曲：ヴァルテル・オヤキャール (Valter Ojakäär)
作詞：エストニア語原詞はレーロ・F.トゥンガル (Leelo F Tungal)、イタリア語詞はチェザンドロ・トゥミネッリ (Cesandro Tuminelli)
- 邦題は『夢はあついうちに』。冬杜花代子による訳詞。

Solidarietà（きずな）- 第37回（1994年）入賞
作曲：サラーマ・アブデルワヘド・M.エル・ターウィル (Salama Abdelwahed M. El Tawil)
作詞：アラビア語原詞はエル・ターウィル、イタリア語詞はアルベルト・テスタ。
- 邦題は『ソリダリエタはまほうのはな』。村田さち子による訳詞。

La Pioggia（雨）- 第40回（1997年）国外部門入賞
作曲：海沼 実(Minoru Kainuma)
作詞：芦川祐美子(Yumiko Ashikawa)、イタリア語詞はセルジオ・メネガーレ。
- 邦題は『雨』で歌は芦川祐美子。日本ではNHKラジオで初放送。

Spunta La Luna（月が出た）- 第43回（2000年）国外部門入賞
作曲：海沼 実 (Minoru Kainuma)
作詞：櫻田絢香、イタリア語詞はマウリツィオ・ピッコリ。
- 邦題は『七福神』で歌は奈良実乃里。日本ではNHKラジオで初放送。

Il Mio Amico Samurai（わたしの彼のサムライくん）- 第48回（2005年）国外部門入賞
作曲：海沼 実(Minoru Kainuma)
作詞：平松美奈(Mina Hiramatsu)、イタリア語詞はR.ピュミニ。
- 邦題は『武士道』で歌は北田栞。日本ではNHKラジオで初放送。